# Nobelfanfar
Nobelfanfar är namnet på flera olika fanfarer som spelas i samband med Nobelfesten.
Ulf Björlins nobelfanfar spelas när pristagarna tar emot medalj och diplom på konserthuset. Den var ursprungligen en del av ett längre arrangemang som Björlin tog fram till Nobelfesten 1973. Fanfaren är ursprligen en sekvens hämtad ur en danssvit av den franska musikersläkten Philidor. Fanfaren har kallats för en musikalisk logotyp för Nobelpriset.
Stig Rydqvists nobelfanfar är en lystringsfanfar som spelas i samband med Nobelbanketten på Stockholms stadshus innan toastmastern talar.
Wilhelm Stenhammars nobelfanfar spelades bland annat i filmen 91:an och generalernas fnatt.